# Bánh cuốn

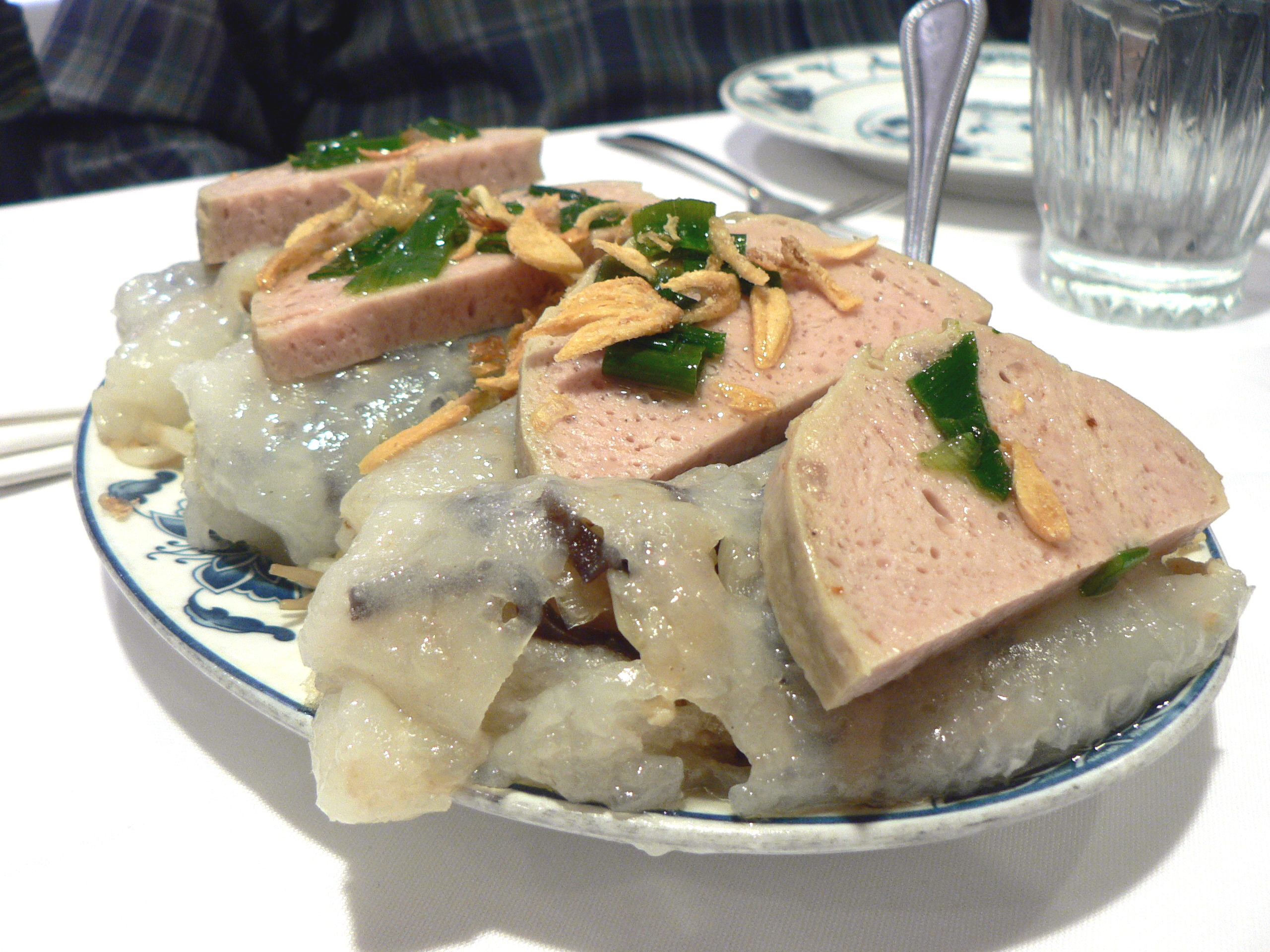
Bánh cuốn

Bánh cuốn též Bánh quấn je pokrm z vietnamské kuchyně, původně ze severu Vietnamu. Jde o kapsu z tenké, široké vrstvy fermentovaného rýžového těsta, která je naplněna směsí vařeného ochuceného mletého vepřového masa, nasekané houby Jidášovo ucho a nasekané šalotky. K bánh cuốnu se obvykle podává chả lụa (vietnamská vepřová klobása), nakrájená okurka a fazolové klíčky, spolu s omáčkou nước chấm na namáčení.